# Euphoriomyces liodivorus
Euphoriomyces liodivorus är en svampart som först beskrevs av Huggert, och fick sitt nu gällande namn av I.I. Tav. 1985. Euphoriomyces liodivorus ingår i släktet Euphoriomyces och familjen Laboulbeniaceae.  Arten är reproducerande i Sverige. Inga underarter finns listade i Catalogue of Life.